# Версаль (округ)
Округ Версаль (фр. Arrondissement de Versailles) — округ у Франції, в департаменті Івлін. 2023 року округ об'єднував 23 муніципалітети, населення становило 416 460 осіб.
Адміністративний центр (супрефектура) — Версаль.

## Муніципалітети
Список муніципалітетів округу та їхні коди INSEE:
1. Баї (78043)
2. Буа-д'Арсі (78073)
3. Буживаль (78092)
4. Бюк (78117)
5. Велізі-Віллакубле (78640)
6. Версаль (78646)
7. Вільпре (78674)
8. Вірофле (78686)
9. Гіянкур (78297)
10. Жуї-ан-Жозас (78322)
11. Ла-Сель-Сен-Клу (78126)
12. Ле-Кле-су-Буа (78165)
13. Ле-Лож-ан-Жоза (78343)
14. Ле-Шене-Роканкур (78158)
15. Монтіньї-ле-Бретонне (78423)
16. Нуазі-ле-Руа (78455)
17. Плезір (78490)
18. Реннмулен (78518)
19. Сен-Сір-л'Еколь (78545)
20. Трапп (78621)
21. Туссю-ле-Нобль (78620)
22. Фонтене-ле-Флері (78242)
23. Шатофор (78143)